# شهرستان چینانگو (نیویورک)
شهرستان چینانگو (به انگلیسی: Chenango) واقع در ایالت نیویورک است. جمعیت این شهرستان بر اساس سرشماری سال ۲۰۱۰ آمریکا ۵۰۴۷۷ نفر گزارش شده‌است. مرکز شهرستان چینانگو شهر نورویچ است.این شهرستان در تاریخ ۱۵ مارس ۱۷۹۸ بنیانگذاری شده‌است.